# Balázs Márton (matematikus)

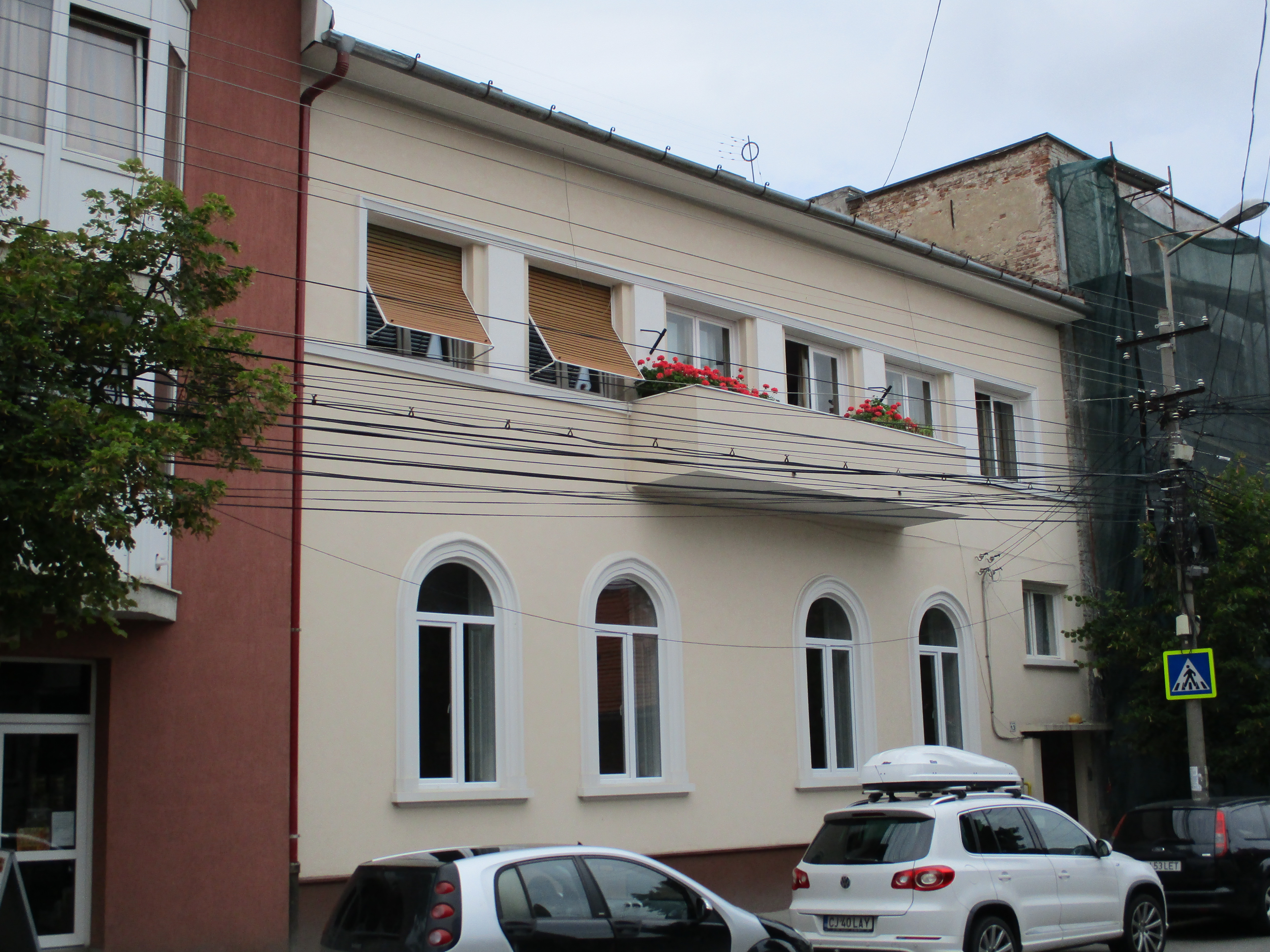
Lakóháza a Rudolf/Decebal utcában (földszint)

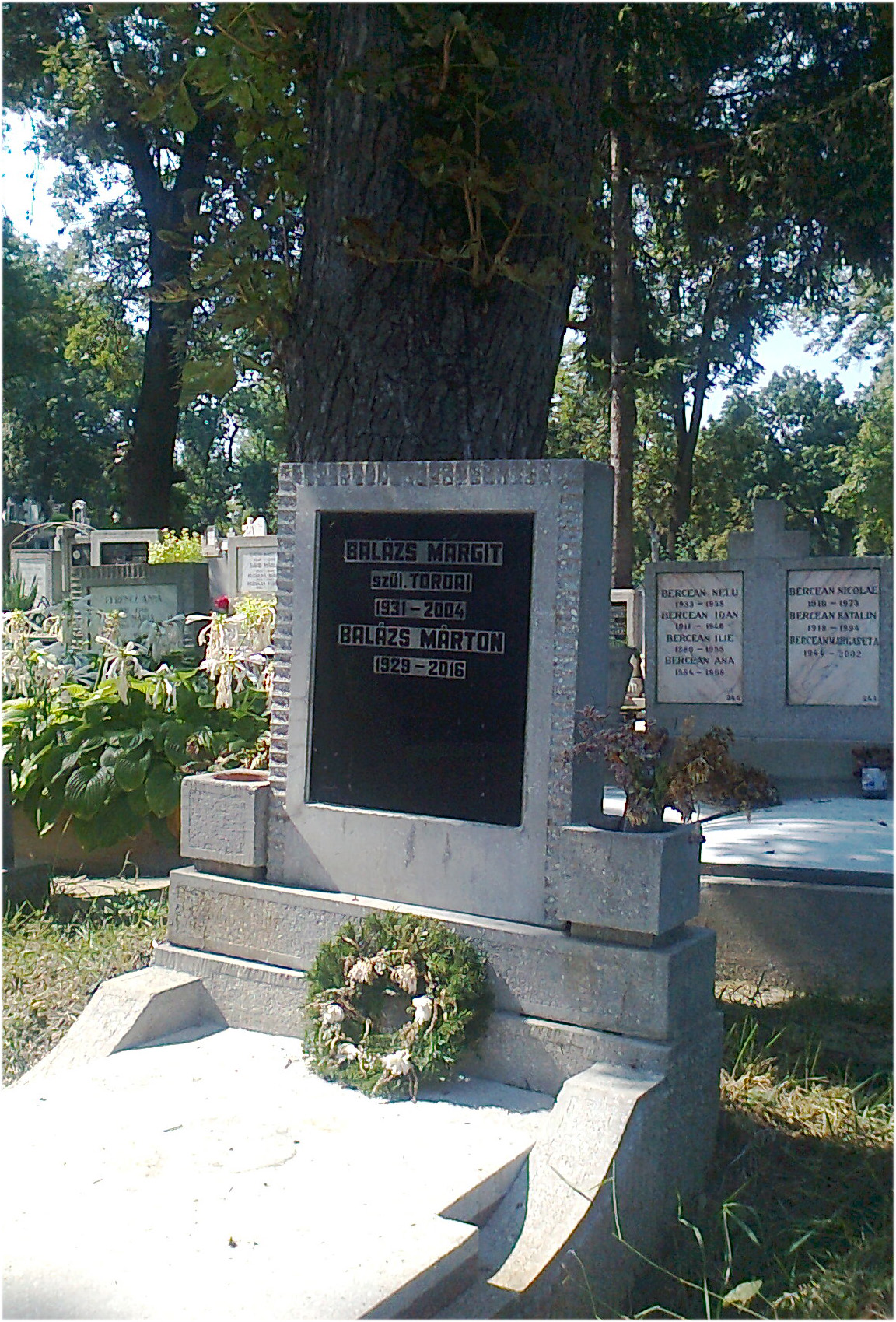
Sírja a Házsongárdi temető III.b. parcellájában

Balázs Márton (Lövéte, 1929. július 17. – Kolozsvár, 2016. április 13.) magyar matematikus, egyetemi tanár, Balázs Márton Ernő apja.

## Életútja, munkássága
Középiskolai tanulmányait Székelyudvarhelyen végezte, a kolozsvári Bolyai Tudományegyetemen szerzett matematika-fizika szakos képesítést. Szakpályáját ugyanitt az általános fizika tanszéken kezdte, majd a geometria tanszéken folytatta. 1951-től 1959-ig tanársegéd, majd adjunktus. 1968-ban doktorált. 1972-től már a Babeș–Bolyai Tudományegyetem függvénytan és analízis tanszékén volt előadótanár (docens), majd 1990-től egyetemi tanár. 1990–1992 között dékánhelyettes. 1994-ben nyugdíjazták. Tudományos munkássága az analízis és a numerikus analízis tárgykörébe tartozik (egyenletek megoldása absztrakt terekben). Hazai és külföldi tudományos folyóiratokban számos dolgozatot közölt román, angol, francia nyelven. Több egyetemi jegyzet szerzője. Több éven át volt a Matematikai Lapok főszerkesztője, másfél évtizeden át pedig a román nyelvű Matematika Didaktika tudományos szeminárium vezetője.

## Munkái (válogatás)

### Tudományos könyv
- Matematikai analízis. Kolumbán Józseffel. Kolozsvár-Napoca : Dacia, 1978. 535 p. ill. (Román-magyar közös kiadás)

### Tudománytörténet
- Balázs Márton, Szenkovits Ferenc:  Az erdélyi magyar matematikusok, csillagászok és informatikusok tudományos munkássága az 1945–1990 időszakban.  Műszaki Szemle 37 (Historia Scientiarum 4),   (2007)   22–37. o. arch Hozzáférés: 2011. november 25.

### Matematika tankönyvek fordítása románról magyarra
- Bota Dumitru - Stoian Ion - Grigore Ion - Grigore Ion - Oprean Miron: Matematika. Tankönyv a líceumok II. évfolyam számára (humán tagozat). Fordította: Balázs Márton és Orbán Béla. București: Editura Didactică și Pedagogică, 1972, 244 p.
- Dinculescu Nicolae - Radu Eugen: A matematikai analízis elemei. Tankönyv a líceumok III. évfolyam számára (reál tagozat). Fordította: Balázs Márton. București: Editura Didactică și Pedagogică, 1973, (Intreprinderea Poligrafică, Cluj) 352 p.
- Hollinger Alexander - Georgescu-Buzău Eremia: A felsőbb algebra elemei. Tankönyv a líceumok IV. évfolyam számára (reál tagozat). Fordította: Balázs Márton. București: Editura Didactică și Pedagogică, 1973, (Intreprinderea Poligrafică, Cluj) 255 p.
- Iacob Caius: A matematikai analízis elemei. Tankönyv a líceumok IV. évfolyam számára (reál tagozat). Fordította: Balázs Márton. București: Editura Didactică și Pedagogică, 1973, (Intreprinderea Poligrafică, Cluj) 152 p.
- Radu Eugen: A felsőbb algebra elemei. Tankönyv a líceumok III. évfolyam számára. Fordította: Balázs Márton. București: Editura Didactică și Pedagogică, 1973, (Intreprinderea Poligrafică, Cluj) 104 p.
- Stamate I. - Stoian Ion: Algebra példatár. Líceumok számára. Fordította: Balázs Márton. București: Editura Didactică și Pedagogică, 1973, (Intreprinderea Poligrafică, Cluj) 375 p.
- Bogdanof Zlate - Georgescu-Buzău Eremia - Panaitopol L.: Algebra. Tankönyv a líceumok I. évfolyam számára. Fordította: dr. Balázs Márton és dr. Virág Imre. București: Editura Didactică și Pedagogică, 1973, (Intreprinderea Poligrafică, Cluj) 224 p.
- Bogdanof Zlate - Georgescu-Buzău Eremia - Panaitopol L.: Algebra. Tankönyv a líceumok II. évfolyam számára (reál tagozat). Fordította: dr. Balázs Márton. București: Editura Didactică și Pedagogică, 1973, (Intreprinderea Poligrafică, Cluj) 196 p.

## Társasági tagság
- Radó Ferenc Matematikaművelő Társaság (elnök, 1994)
- Erdélyi Múzeum-Egyesület